# Самоне (Модена)
Самоне је насеље у Италији у округу Модена, региону Емилија-Ромања.
Према процени из 2011. у насељу је живело 208 становника. Насеље се налази на надморској висини од 605 м.